# Dickinson County (Kansas)
Dickinson County is een county in de Amerikaanse staat Kansas.
De county heeft een landoppervlakte van 2.196 km² en telt 19.344 inwoners (volkstelling 2000). De hoofdplaats is Abilene.